# Ptosima walshii
Ptosima walshii es una especie de escarabajo joya del género Ptosima, de la subfamilia Polycestinae, orden Coleoptera.

## Distribución
Se distribuye por la ecozona del Neártico.

## Taxonomía
Fue descrita por LeConte en 1863.